# Песталоцци, Иоганн Генрих
Иоганн Генрих Песталоцци (нем. Johann Heinrich Pestalozzi, 12 января 1746, Цюрих — 17 февраля 1827, Бругг) — швейцарский педагог, один из крупнейших педагогов-гуманистов конца XVIII — начала XIX века, внёсший значительный вклад в развитие педагогической теории и практики.
Разработанная Иоганном Генрихом Песталоцци теория элементарного природосообразного воспитания и обучения представляет собой не только исторический интерес, но продолжает сохранять актуальность. Он первым высказал мысль о необходимости параллельного и гармоничного развития всех задатков человеческой личности — интеллектуальных, физических, нравственных.
Именно Песталоцци одним из первых указал на значимость развивающего обучения, базирующегося не на мёртвых азбучных истинах, а на непосредственном наблюдении и размышлении ребёнка под руководством учителя. По словам русского педагога К. Д. Ушинского, «идея развивающего обучения — великое открытие Песталоцци».
Особый вклад внёс И. Г. Песталоцци в методику первоначального обучения детей — обучения родному языку, письму, счёту, рисованию, гимнастике, а также в методику нравственного воспитания здоровой личности. Нельзя сказать, конечно, что эти методики в чистом виде могут быть использованы в наши дни, однако они представляют несомненный интерес если не конкретным набором предлагаемых Песталоцци упражнений, то самими принципами, положенными им в основу первоначального природосообразного обучения.
К. Д. Ушинский полагал, что «метод Песталоцци» является открытием, дающим право его автору считаться первым народным учителем. И. Г. Песталоцци разработал общие основы первоначального обучения и частные методики начального образования. Его идеи развивали крупнейшие педагоги мира: К. Ю. Блохманн, Ф. В. А. Дистервег, Ф. Фребель, К. Д. Ушинский, А. А. Хованский.

## Биография

Герб фамилии Песталоцци

Иоганн Генрих Песталоцци родился 12 января 1746 года в небогатой семье хирурга (по другим источникам — глазного врача). Он рано лишился отца и воспитывался матерью. В 1751 году он поступил в начальную немецкую школу, где мальчики занимались чтением, письмом, элементарным счётом, заучиванием молитв, текстов из Библии и катехизиса. В школе он считался неспособным учеником и был предметом насмешек своих товарищей. По собственному признанию Песталоцци, он учился очень неровно: улавливая обычно быстро и правильно сущность материала, он в то же время не преуспевал там, где требовалось напряжённое внимание; особенно не давалась ему орфография.
Завершив начальное образование, Песталоцци в 1754 году поступил в среднюю латинскую школу, а в 1763 году — в высшую Цюрихскую школу Коллегиум Каролинум, готовившую как к духовной карьере, так и к занятию различных государственных должностей, для которых требовалось образование гуманитарного направления.
Поступая в университет, Песталоцци видел себя богословом. В это время в Коллегиум Каролинум преподавали такие известные цюрихские учёные, как Яков Бодмер и Иоганн Брейтингер, оказавшие большое влияние на мировоззрение молодого Песталоцци. Обучение в Коллегиум Каролинум дало Песталоцци основательное классическое образование, однако к 1765 году он принял решение отказаться от духовной карьеры и оставил это учебное заведение.
В студенческие годы Песталоцци принимал активное участие в буржуазно-демократическом движении, возникшем в 1750—1760-х годах в среде передовой швейцарской интеллигенции.
Чтение «Эмиля» Руссо оказало на Песталоцци особое влияние. Обладая замечательным мягким характером, чувствительный и отзывчивый к людскому горю, Песталоцци эмоционально воспринимал окружающий мир.
По уходу в 1765 году из Коллегиум Каролинум Песталоцци, как полагают некоторые[какие?] его биографы, самостоятельно готовился к деятельности юриста, однако необходимость скорейшего создания себе обеспеченного материального положения (эта необходимость диктовалась тем, что Песталоцци избрал себе невесту — Анну Шультгес (1738—1815) — из богатой и именитой купеческой семьи) заставила его осенью 1767 года заняться сельским хозяйством в имении Киршфельд. Осенью 1769 года состоялась свадьба Иоганна Генриха Песталоцци и Анны Шультгес.
В том же году Песталоцци приобретёл недалеко от Цюриха небольшое имение, которое он назвал «Нейгоф» (нем. Neuhof — новый двор). Там он собирался провести в жизнь некоторые преобразования в области земледелия и приобщить к ним окрестных крестьян.
Однако у Песталоцци не оказалось выдающихся способностей для хозяйственной деятельности, его пятилетние опыты не дали ожидаемых результатов и значительно подорвали материальное положение Песталоцци.

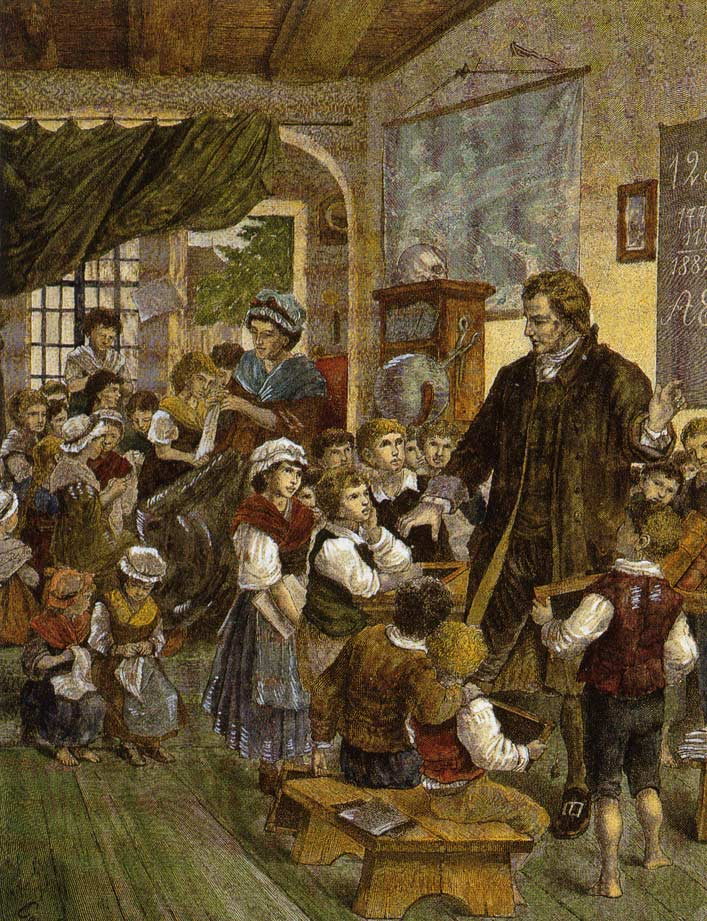
Песталоцци и его жена Анна на занятиях

В это время он пришёл к убеждению, что больше всего в его помощи нуждаются крестьянские дети, остающиеся без присмотра. Песталоцци решил отдать свои силы и остатки средств воспитанию детей бедняков и организовал в своём имении «Учреждение для бедных», в котором пытался впервые претворить в жизнь свой идеал трудовой школы.
Благодаря поддержке местной общины Песталоцци собрал у себя около 50 детей, которых он обучал летом полевым работам, а зимой — ремеслу. Песталоцци лично занимался с детьми разного возраста устным счётом, чтением, письмом, вёл беседы о природе и жизни людей.
Однако в «учреждении для бедных» наряду с обучением стояла задача обеспечения детям заработка, посредством которого необходимо было полностью окупить их содержание и получить возможность выплатить заём, взятый Песталоцци на создание школы. Труд воспитанников приюта был низкопроизводительным и отнимал у них значительное время в ущерб умственному образованию. Это признавал и сам Песталоцци, но он не мог допустить жестокой эксплуатации детского труда, существовавшей в так называемых «индустриальных школах» того времени; и в 1780 году Песталоцци был вынужден закрыть «Учреждение для бедных».
Крайне нуждаясь материально и не имея возможности заниматься любимым делом, Песталоцци взялся за перо. За период с 1780 по 1798 год им написан целый ряд произведений; Песталоцци стремится использовать литературную деятельность для пропаганды своих идей.
В 1780 году он написал небольшое сочинение под названием «Досуги отшельника», представлявшее собой сборник афоризмов. Оно было встречено читателями прохладно. Но именно в нём Песталоцци излагает свои взгляды, которые будет развивать впоследствии. Большой успех имел социально-педагогический роман в четырёх частях «Лингард и Гертруда, книга для народа» (1781). Это рассказ о том, как простая умная и уважаемая в своей деревне крестьянка умело воспитывая своих детей, убедила односельчан открыть в деревне школу. От неопределённых и пылких мечтаний Песталоцци переходит к суровой прозе жизни: «заткнуть дыру, из которой текут народные бедствия» можно только тогда, когда поднимется уровень образования народа. Но поскольку у народа нет ни средств, ни сил для обустройства большого количества школ, то образование, по убеждению Песталоцци, должно быть передано матерям. Для облегчения этой задачи матерей необходимо снабдить специальным руководством, которое и было написано Песталоцци.
Буржуазная революция в Швейцарии побудила Песталоцци к более активной общественной деятельности. Революционное правительство Швейцарии востребовало талант Песталоцци и, когда в кантоне Нидвальден после подавления восстания горцев осталось множество осиротевших безнадзорных детей, он поехал в центр кантона Штанс для организации приюта.
Швейцарское правительство, некоторые члены которого симпатизировали Песталоцци, предоставило ему полуразрушенные войной здания монастыря урсулинок в Штансе.
Об исключительном энтузиазме, который в этот период испытывал Песталоцци, свидетельствует письмо, направленное в феврале 1799 года близкой подруге жены — Франциске Романе фон Халлвиль, — в котором, в частности, написано:

Дорогой и добрый друг, всё идёт, всё идёт, всё идёт хорошо. Я смываю позор моей жизни, сила моей жизни, сила моей юности возродилась … Вот я извлечён из ничтожества; вижу и чувствую, что снова моя судьба стала равной судьбе других людей; я снова человек.

Деятельность Песталоцци в приюте проходила в крайне неблагоприятных условиях. Приют был размещён в недостроенном и неприспособленном для нужд воспитательного учреждения здании монастыря; отсутствовали учителя и учебные пособия. Воспитанники, число которых вначале составляло 50 человек, а позже дошло до восьмидесяти, прибывали в приют в крайне запущенном физическом и моральном состоянии.
Не имея помощников, Песталоцци сам справлялся с десятками не самых примерных детей. Он был начальником учебного заведения, учителем, казначеем, дворником и даже сиделкой в одном лице. Преодолеть все трудности ему помогли сердечность и душевная отзывчивость — Иоганну Генриху удалось в предельно короткий срок сплотить своих воспитанников в одну громадную семью, в которой он выполнял роль любящего и заботливого отца. Старшие дети вскоре стали помощниками Песталоцци.
Педагогическая деятельность Песталоцци была неожиданно прервана: французским войскам монастырские помещения понадобились под госпиталь, и Песталоцци вынужден был закрыть школу. В 1799 году Песталоцци покинул Штанс и отправился в Бургдорф, где сначала занимал должность помощника учителя, а затем, осенью 1800 года, создал Бургдорфский институт — среднюю школу с интернатом, служившую базой для подготовки учителей. Здесь Песталоцци удалось создать сплочённый педагогический коллектив единомышленников, совместно с которым он проводил успешную экспериментальную работу в области методики преподавания счёта и языка. В 1801 году Песталоцци написал своё программное произведение «Как Гертруда учит своих детей» (попытка дать матерям наставление, как самим обучать своих детей), проливающее свет на созданную им теорию элементарного образования (метод Песталоцци).
В 1804 году институт Песталоцци был вынужден перебраться из Бургдорфа в Ивердон. Здесь институт получил поистине международную известность; слава Песталоцци достигла своей вершины. В Бургдорфе и Ивердоне появлялось много людей, желавших воочию убедиться в целесообразности приёмов Песталоцци. В это закрытое учебное заведение стремились отдать своих сыновей богатые семьи не только Швейцарии, но и Германии, Франции, Англии, Италии, России. Число воспитанников интерната колебалось в разные годы от 80 до 160 человек. В 1809 году в Ивердоне был также создан женский институт. При заведении постоянно функционировал учительский семинар, в котором педагоги получали теоретическую и практическую подготовку к профессиональной деятельности.
От учителей Песталоцци требовал усвоения основ метода элементарного образования и участия в его творческой разработке. Однако Песталоцци не мог получить полного удовлетворения от работы в Ивердонском институте из-за социального состава воспитанников — выходцев из семей власть имущих, определяющего весь характер этого учреждения. Несколько раз Песталоцци обращался к правительствам различных швейцарских кантонов с предложениями создать новое «Учреждения для бедных», однако безуспешно. Лишь в 1818 году ему удалось открыть в Клинди близ Ивердона школу для бедных на средства, полученные от издания собрания его сочинений. Однако в это время он уже много болел и не мог отдавать школе много сил.
В период с 1805 по 1812 год Песталоцци написал ряд статей, посвящённых воспитанию детей неимущих.
Последние годы жизни принесли Песталоцци большое огорчение: его помощники по Ивердону перессорились, в 1825 году институт был закрыт в связи с отсутствием средств. Песталоцци вынужден был покинуть основанное им заведение и вернуться в своё поместье Нейгоф, где полвека тому назад началась его педагогическая деятельность. В своём предсмертном сборнике работ (1826) «Лебединая песня» он подвёл итог своей жизни и научных изысканий. 17 февраля 1827 года в Бругге последовала смерть великого педагога.

## Песталоцци и природосообразное образование
Последовательнее всего Песталоцци изложил свои педагогические взгляды в книге: «Как Гертруда учит своих детей». Метод обучения по Песталоцци был близок методу Жакото и был направлен на стимулирование умственной деятельности обучаемого. Основой воспитания должна быть природа человека. Подобно другим педагогам, простое накопление знаний Песталоцци считает вредным: знание должно вести к действию. Верный принципу наглядности, Песталоцци желает, чтобы и навыки, и сноровки приобретались тем же путём, как и знания — путём наглядности.
Квинтэссенцией педагогических взглядов Песталоцци является его теория природосообразного образования, сформировавшаяся в результате наблюдений и экспериментов и развивавшаяся им до самого конца жизни, пополняясь различными деталями и подвергаясь постоянному переосмыслению. Эта теория принесла Песталоцци как педагогу мировую известность и признание. Песталоцци впервые задался целью разработать такую систему первоначального образования, которая была бы тесно связана с жизнью и повседневным опытом ребёнка, сделала бы его способным мыслить.
В основе теории природосообразного образования лежит тезис о том, что оптимальное образование и воспитание должно строиться в соответствии с естественным ходом развития человеческой природы. Цель воспитания — развивать все природные силы и способности человека. Задача воспитания — создание гармонически развитого человека. Основной принцип воспитания — согласие с природой. Средства воспитания — труд, игра, обучение. В книге «Как Гертруда учит своих детей» Песталоцци пишет:

Ход природы в развитии человеческого рода неизменен. Не может быть поэтому двух хороших методов обучения. Только один метод хорош, и именно тот, который основывается на вечных законах природы. Плохих же методов имеется бесконечное множество; отрицательные свойства каждого из них возрастают по мере того, как метод отступает от законов природы и уменьшаются в той степени, в какой он следует этим законам. 
По Песталоцци любое познание природы, её предметов и явлений в естественной жизни — чувственное восприятие, и это чувственное восприятие является той основой, на которой можно построить обучение ребёнка законам окружающего мира.

Чувственное восприятие является безусловной основой всякого познания, другими словами … всякое познание должно исходить из чувственного восприятия и иметь возможность возвращаться к нему… Любое обучение человека есть не что иное, как искусство содействовать стремлению природы к своему собственному развитию… 
Важно, чтобы дети, насколько это возможно, приобретали знания из собственных наблюдений за вещами окружающего мира, а не из схоластических книг и чужих, воспринимаемых на веру слов.
Педагогика, по мнению Песталоцци, призвана дать детям возможность перехода от беспорядочного нагромождения впечатлений, получаемых ребёнком чувственным образом, к умению воспринимать и далее к образованию ясных воззрений и чётких понятий. Для того, чтобы обеспечить этот переход в процессе обучения, важную роль приобретают такие действия, как сравнительный анализ предметов и явлений, объединение предметов в группы по характерным признакам, установление связей между ними. Конечная цель обучения, таким образом, — формирование логичной картины мира.

Ребёнку представляются чёткими лишь те понятия, к ясности которых ничего больше не может прибавить личный опыт… Путь к достижению чётких понятий лежит через постепенное, доступное детям, уяснения всех предметов, чёткого понимания которых от них добиваются. 
Благодаря такому подходу, можно привести ребёнка не только к абстрактному знанию, но к понятию сущности предмета во всём её объёме.
Однако эта конечная цель может быть достигнута лишь очень постепенным уяснением понятий о предметах и явлениях окружающего мира. Этот процесс, построенный по принципу «от простого к сложному», сначала позволяет детям анализировать признаки и свойства предметов, и далее по мере обобщения информации приходить к чётким понятиям о них.. Во главу угла такого способа обучения ставится цель научить детей логическому мышлению, активизировать их ум к постановке задач и их решению.
Результатом природосообразного обучения, помимо прочего, Песталоцци представляется подъём духовных и умственных сил детей, развитие их способностей, формирование здоровой и целостной человеческой личности. Таким образом, Песталоцци был противником главенствующих в его время теорий формального и материального образования. Формальное образование ставило на первый план развитие у детей памяти, внимания, восприятия и прочих психологических функций; материальное — напротив — считало своей задачей в первую очередь обеспечение детей знаниями. И лишь теория природосообразного воспитания Песталоцци соединила в себе оба этих вида обучения и доказала, что они являются взаимодополняющими и неразрывными.
Песталоцци предлагает при определении основ образования опереться на знание человеческой психологии. В поисках общего психологического источника приемов воспитания и обучения он приходит к убеждению, что таковыми являются элементы — простейшие составные части человеческого знания. У Песталоцци познание начинается не с чувственного наблюдения, а с активного созерцания идеальных объектов подобных элементов.
Песталоцци призывает вслед за Руссо вернуться в воспитании к «высокой и простой сообразности с природой». Однако он расставлял иные акценты в соотношении биологических и социальных факторов воспитания, выдвинув тезис «жизнь формирует». Воспитание рассматривается как многообразный социальный процесс, и утверждается, что «обстоятельства формируют человека, но и человек формирует обстоятельства. Человек имеет в себе силу многообразно гнуть их по своей воле. Делая это, он сам принимает участие в формировании себя и во влиянии обстоятельств, действующих на него».
Любое знание, по Песталоцци, должно излагаться детям таким образом, чтобы они могли видеть связь этих законов с уже познанными и понятыми. Песталоцци многократно критиковал в своих трудах вербализм образования, то есть вбивание в головы детей знаний методом механического запоминания, зубрёжки, а не методом логического объяснения. Дети должны учиться говорить и думать «в соответствии с законами природы».
Одним из необходимых условий усвоения знаний Песталоцци видел сознательность приобретения этих знаний, убеждённость детей в их нужности и полезности. Важнейшей задачей учителя Песталоцци считает умение возбудить и поддержать интерес ученика к занятиям.
В связи с этим видна огромная важность соответствия сложности обучения силам воспитанника. Такое соответствие достигается умением педагога организовать последовательный и постепенный переход от простого к сложному, от лёгкого к трудному, от близкого к далёкому. Песталоцци выдвигает требование непрерывности обучения, добавления знаний небольшими порциями к уже усвоенной массе, чем обеспечивается постоянное движение вперёд. Также постепенным должен быть переход от упражнений чувств к логическим упражнениям, от наблюдения через наименование к уяснению. Важно предотвратить недостаточно продуманные, скороспелые выводы.
Существенным моментом учения Песталоцци является правильная организация наблюдения ребёнка над предметами и явлениями окружающего мира. Искусство воспитания, считает он, состоит в умении увеличить число объектов для наблюдения, обеспечить последовательность их появления, повысить их привлекательность для ребёнка. Таким образом, средства, формирующие логические способности ребёнка, должны быть согласованы со средствами, формирующими у него способность к наблюдению — лишь при этом условии развитие ребёнка будет гармоничным.
В памятной записке «Метод» Песталоцци выделяет следующие наиболее существенные принципы обучаемости:
- Приведение всех взаимосвязанных по существу предметов в сознании в ту же самую связь, в какой они находятся в природе.
- Подчинение несущественных деталей существенным и приоритет подлинных наблюдений над опосредованными знаниями.
- Расположение вещей в сознании согласно той приоритетности значений, которую они имеют в природе.
- Систематизация всех предметов и явлений по их свойствам.
- Пользование всеми органами чувств для познания мира.
- Расположение знаний в логически последовательный ряд, где каждое последующее понятие включает в себя предыдущее.
- Доведение до совершенства более простых понятий, прежде чем перейти к сложному.
- Формализация окончательного суждения лишь после полного завершения восприятия предмета, о котором производится суждение.
- Самостоятельность суждений на базе разнообразия средств воздействия.
- Учёт того, находится ли предмет изучения близко или далеко от органов восприятия (как в узком, так и в широком — мировоззренческом — смысле).

Механизм чувственной человеческой природы по существу своему подчиняется тем же законам, согласно которым физическая природа повсеместно развивает свои силы. Согласно этим законам наиболее существенные части преподаваемого предмета должны быть прочнейшим образом запечатлены в сознании человека; затем постепенно, но с неослабевающей силой к этим существенным частям должны быть добавлены менее существенные таким образом, чтобы все части преподаваемого предмета … сохранили между собой живую, но соответствующую своему значению связь.

## Сущность элементарного образования Песталоцци
Важнейшей частью учения о природосообразном образовании является теория элементарного образования. Цель элементарного образования — дать ребёнку основные понятия, на базе которых можно строить и развивать знание об окружающем мире.
В психической жизни человека Песталоцци подмечает пять «физико-механических» законов: закон постепенности и последовательности, закон связности, закон совместных ощущений, закон причинности и закон психической самобытности. Эти законы должны быть применены к воспитанию и обучению — а им удовлетворяет только наглядность, так как в душевной жизни человека из ощущений и представлений развиваются понятия. Если понятия не имеют этой подкладки, то они пусты и бесполезны. Наглядность достигается участием всех внешних органов чувств в приобретении и усвоении знаний. Усвоение знаний обнаруживает в человеке троякого рода способность: способность получить образ, соответствующий ощущению, способность выделить его из целой массы образов и способность дать ему определённый значок. Поэтому основой всякого усвоения, а следовательно, и обучения, надо считать форму, число и слово. Знание только тогда можно считать усвоенным, когда оно отлилось в форму, ясно различается от других знаний и получило название. На этих рассуждениях строит последовательную методику элементарного преподавания. Обучение слову, форме и числу приводит к необходимости заниматься родным языком, чистописанием, рисованием и арифметикой. Песталоцци даёт очень обстоятельную методику этих предметов, основанную на принципе наглядности. Основные методические приемы обучения грамоте, счёту и письму, как они изложены у Песталоцци, стали в настоящее время достоянием всякой здравой педагогики.
Итак, основные свойства любого предмета есть число, форма и название. Следовательно, задачей первоначального обучения будет развить три основополагающие способности:
- «различать предметы по форме и представлять себе их сущность»,
- «различать предметы по количеству и чётко представлять себе в виде одного или множества предметов»,
- «полученные представления о числе и форме … предмета усилить при помощи языка и удержать в памяти».

Таким образом, из этих трёх элементарных пунктов формируются естественные первые необходимые способности человека — «считать, измерять и говорить». Песталоцци считает, что доведение именно этих способностей до максимума естественным образом и включает в себя познание природы. При этом в широком смысле под числом мы понимаем количественное, формализуемое изучение мира и его законов, под формой — наблюдение свойств явлений и предметов, а под словом — возможность систематизировать и описать объект изучения.
Из этого следует, что первоначальное познание должно быть связано с наиболее простыми характеристиками — словом, формой и числом. Песталоцци считает их самыми естественными, самой природой признанными начальными пунктами всякого обучения. Для того, чтобы упорядочить наблюдения ребёнка, помочь ему уяснить то, что перед ним находится, педагог должен прежде всего обратить его внимание сколько различных предметов перед ним, каковы их форма и контур и как они называются, то есть как они могут быть выражены при помощи слов языком.
Наряду с определением трёх основных направлений познания мира, Песталоцци вводит понятия о простейших элементах этих направлений. Простейший элемент числа — единица, как самое простое и самое наглядное число, с которым ребёнок в своей жизни встречается первым и осознаёт первым. Простейший элемент формы — линия, как первый элемент «азбуки наблюдения». Простейший элемент слова — звук. Первоначально дети обучаются узнавать именно эти самые простые элементы с тем, чтобы потом, используя принцип постепенного добавления информации, переходить к следующим ступеням.
При обучении детей языку Песталоцци предлагает начинать с самого простого — со звука. По его мнению, знакомство ребёнка со звуками должно быть завершено ещё до того, как ему покажут буквы и начнут с ним первые упражнения в чтении. Лишь после того, как ребёнок в полном объёме усвоит все звуки, из которых состоит речь, после того, как он научится складывать из звуков слоги и достигнет в этом необходимой беглости, после того, как у него накрепко отложатся в памяти изученные формы, можно начинать знакомить его с буквами, с чтением и письмом. Именно такой подход (переход от буквослагательного метода к звуковому) по мнению Песталоцци облегчает детям правильное письмо.
Обучение чтению также начинается с элементарного — с гласной буквы. Каждую букву ребёнок должен знать и выговаривать в совершенстве, после этого детям также постепенно, одну за одной необходимо показывать согласные буквы в сочетании с гласными, что даёт возможность научить детей читать по складам. После достижения определённой беглости в складывании слогов можно переходить к чтению слов, опять же от более простых — к сложным, и только после этого ребёнку может быть вручена первая книга для чтения.
Одновременно с обучением чтению должно вестись расширение словарного запаса, то есть обучение названиям. Таким образом, с появлением новых слов, наряду с получением детьми навыков чтения и письма, они пополняют сведения о мире, в котором живут. Параллельность этих процессов — залог, во-первых, успешности обучения и, во-вторых, интереса детей к занятиям.
Также важным моментом обучения языку, кроме способности читать и пополнения словарного и понятийного запаса ребёнка, является обучение речи, то есть возможности излагать суждения вслух и на бумаге. Здесь опять же надо начинать с самого простого — с подбора определения предмету (словосочетание как второй элемент речи). Ребёнок должен из своего собственного жизненного опыта подобрать определение известному ему предмету, пользуясь своими органами чувств. После этого ребёнок учится классифицировать слова по свойствам, разделять на группы. И постепенно, шаг за шагом учится формулировать взаимосвязь между понятиями, их соотношение со временем, числом, обстоятельствами, сущность предмета; ставить задачи, определять отношения долженствования, возможности, намерения, цели.
Аналогичным образом строится и обучение детей второму основному направлению познания — искусству определять форму, то есть измерять. Вначале детям показывают простейший элемент формы — прямую линию, далее постепенно усложняют форму, знакомят детей с простейшими фигурами: углами, дугами; классифицируют фигуры по виду и по расположению на плоскости. Далее ребёнок учится сам называть увиденные формы, определять форму конкретного предмета, степень отклонения его от правильной формы. Песталоцци был первым в истории педагогом, который ввёл в начальной школе начатки геометрии.
Совершенно необходимо, по мнению Песталоцци, одновременно с обучением детей узнавать и определять форму предметов, научить их изображать предметы на бумаге, то есть рисовать.

Искусство рисовать заключается в способности представить себе путём наблюдения за предметом его очертания и свойственные ему отличительные признаки с помощью линий и правильно воспроизвести.
Здесь Песталоцци также применяет метод элементарного образования, обучая детей сначала проводить линии, затем фигуры, и лишь постепенно наблюдение геометрических линий становится излишним и остаётся умение рисовать.
Также к области изучения формы Песталоцци относит и обучение детей письму. Здесь он вносит предложение, не утратившее своего значения до наших дней — чтобы дети предварительно упражняли свою руку в написании элементов букв и лишь затем переходили к написанию самих букв и состоящих из них слов. До того как дети научатся обращаться с пером, швейцарский педагог рекомендует, чтобы они писали грифелем на аспидных досках, что облегчает им переход от линий и геометрических фигур к буквам, которые, конечно, тоже можно вначале рассматривать как совокупность линий и дуг.
Третьим элементарным средством познания является число. Как уже было сказано, простейший элемент счёта — единица, простейший же элемент способа количественного познания мира — отношение «больше/меньше». Ребёнок, как справедливо указывает Песталоцци, получает понятие о числе на основе своего личного опыта, но это понятие следует упорядочить и уточнить. Кладя единицу в основу вычисления, он путём прибавления и убавления её стремится создать в сознании ребёнка правильные понятия о числе, рассматривая его как соотношение множества и единицы. По мнению Песталоцци, вводить письменное обозначение цифр и арифметических действий можно лишь после того, как школьники овладеют навыками устного счёта. Он указывал, что арифметические действия должны предваряться устными упражнениями в вычислении, которые необходимо осуществлять в строгой методической последовательности.
Таким образом, обучение детей познанию природы стоит на трёх слонах — чтении, счёте и наблюдении. При этом необходимо понимать, что лишь параллельные занятия этими тремя видами деятельности способны привести к гармоничному развитию личности. Они не оторваны друг от друга, а взаимосвязаны и взаимопроникающи. Действительно, обучение письму, например, возможно лишь на базе умения ребёнка как читать, так и рисовать; первоначальное обучение арифметике и геометрии возможно лишь на речевой основе, используя уже развитое умение излагать суждения.
Изложенная методика позволяет медленно, но верно формировать у детей правильные понятия. С её помощью можно добиться двоякой цели — вооружения учащихся знаниями и развития их мыслительной способности, воспитание самостоятельности мышления.

## Наглядность обучения
В непосредственной связи с элементарностью обучения находится и его наглядность, которой Песталоцци отводил существенную роль. Во времена Песталоцци в школах повсеместно действовал принцип механического заучивания и применения правил. Великий швейцарец категорически возражал против неосмысленного запоминания сведений, строя свою систему обучения на основе широкого применения наглядных методов.
Опираясь на сформулированный им принцип чувственного восприятия как единственного фундамента человеческого познания, Песталоцци определяет наглядное обучение как важнейший метод интеллектуального образования. Песталоцци разделяет наглядное обучение на «общее наглядное обучение» и «специальное наглядное обучение соотношениям мер и чисел». Под общим наглядным обучением подразумевается возможность в точных выражениях определять круг предметов, доступных наблюдению ребёнка. Специальное же наглядное обучение имеет в виду преподнесение учебных предметов в соответствии с упорными и многосторонними упражнениями в свободном наблюдении и определении отношений размера и числа предметов и их составных частей.
Например, для арифметических действий Песталоцци предлагает применять наборы конкретных предметов. Этим путём можно добиться у детей отчётливых представлений о числовых соотношениях. Также Песталоцци активно использует таблицы с изображениями чисел и их соотношений. Одним из ярких примеров применения проповедуемого Песталоцци принципа наглядности является способ изучения детьми дробей. Для этого он брал квадрат и показывал на нём линиями соотношение частей и целого, что позволяло детям уяснить смысл этих понятий не с помощью абстрактных формулировок, а на основе собственного опыта. Таким образом учитель закладывает в сознание ребёнка основу для отвлечённых понятий о соотношении числа и меры задолго до того, как окажется возможным с точки зрения развития ребёнка, подвести его к употреблению условных обозначений целых и дробных чисел.
Ещё более ярко этот принцип был реализован Песталоцци при изучении геометрических форм. Главная цель такого изучения — не только знание названий и отношений между фигурами, но и умение пользоваться этими познаниями в жизни. После показа на первом этапе различных фигур, начиная с простейшей — линии; на втором этапе понятия о фигурах развиваются, например, для прямоугольника вводится соотношение длины и высоты. После этого производится определение различных направлений наклонных линий, острых и тупых углов, членение окружностей и овалов. Благодаря знакомству с подобными определёнными формами, развивается способность к измерению, откуда рождается способность определять отношения всех форм в уже более широком смысле.

 Каждый ребёнок самым простым образом становится способным верно судить о каждом предмете в природе по его внешним пропорциям и по его отношениям к другим предметам, а также становится способным определённо высказать своё суждение об этом предмете.
Своеобразие метода наглядности в понимании Песталоцци состоит в том, что «в процессе обучения откладывается на более поздний срок применение всех вообще искусственных приёмов», как при изучении числа и формы, так и при обучении языку. Обучение должно ограничиваться наглядными и естественными способами до тех пор, пока ребёнок не будет доведён до уровня, способного правильно воспринимать искусственные средства педагогики. При этом сведения и умения, полученные естественным и искусственным путём гармонично сомкнутся и вступят во взаимодействие.
Придерживаясь этого принципа в преподавании родного языка, появляется возможность, отбросив книжный язык, обучаться речи, следуя по естественному, природному пути развития. То есть метод обучения родному языку, по Песталоцци, есть не что иное, как повторение в миниатюре того же пути, которое прошло человечество, обретя язык. В «Памятной записке парижским друзьям о сущности и цели метода» Иоганн Генрих пишет:

При обучении родному языку, точно так же, как при обучении числу и форме, метод по существу является во всех случаях ни чем иным, как закреплением единства чувственного образа единичного предмета с его наименованием.
Таким образом устраняется большое количество вредных последствий, проистекающих из того, что с ребёнком начинают говорить на книжном языке раньше, чем он освоит живую речь. Особенно это практиковалось, отмечал Песталоцци, при изучении религиозных предметов, где зачастую никто не заботился о понимании детьми заучиваемых фраз, а требовалось лишь умение произнести их наизусть.

О век наш!… Своим книжным языком ты … вводил ребёнка в мир призрачных понятий, которые придавали в его уме пустым, лишённым всякой предметной основы словам мнимую и призрачную значимость, в результате чего убивалась та реальная значимость, которой должны были в его сознании обладать сами вещи. 
Таким образом, дети должны приобрести первоначальные знания, насколько это возможно, из собственных наблюдений над реалиями окружающего мира, и только потом на их основе надстраиваются более общие и более обширные воззрения.

## Учение Песталоцци о трёх человеческих силах
Согласно учению Песталоцци, человеческая природа состоит из совокупности задатков и сил, отличающих человека как homo sapiens. Песталоцци выделяет три основных способности, определяющих сущность человеческой личности — способность мыслить, способность создавать и способность чувствовать. Таким образом, Песталоцци различает троякие силы человеческой природы — умственные, физические и нравственные, или, пользуясь терминологией самого Песталоцци, силы ума, руки и сердца. Лишь развивая параллельно и в тесной связи все три силы, не делая упора на какую-то одну в ущерб другим, можно развивать полноценную личность. Требование гармоничного развития «всех сил и способностей человеческой природы» лежит в основе разработанной Песталоцци концепции.
Отсюда следует, что сама теория природосообразного образования не может ограничиваться только методами воспитания мышления, а должна равноправно включать в себя физическое и нравственное воспитание. Истинное природосообразное образование должно вызывать стремление к совершенствованию всех человеческих сил в их взаимодействии. Равновесие этих сил предполагает необходимость природосообразного развития каждой основной силы человеческой природы. Природосообразность в физическом и нравственном развитии человека Песталоцци определяет как «развитие по вечным неизменным законам … <находящимся> в согласии с … законами нашей природы».

Природа создаёт ребёнка как неделимое целое, как действительно органическое единство с разносторонними нравственными, умственными и физическими задатками. Она безусловно хочет, чтобы ни один из этих задатков не оставался неразвитым… Развитие одного не только неразрывно связано с развитием другого; природа развивает каждый из этих задатков посредством других и через них: развитие чувств становится средством развития ума, развитие ума влечёт за собой развитие тела, и наоборот… 
Однако законы, лежащие в основе природосообразного развития каждой силы человека, по Песталоцци, существенно отличаются друг от друга.

Человеческий ум отнюдь не получит природосообразного развития, если будет развиваться по законам, на основе которых сила человеческой души может развиться до чистейшего благородства. Законы же, по которым природосообразно формируются наши органы чувств и члены, столь же существенно отличаются от законов, способных природосообразно формировать силы нашей души и нашего ума
Роль же воспитания состоит в том, что ход природы в развитии трёх человеческих сил ускоряется, усиливается и доводится до совершенства. В «Лебединой песне» Песталоцци пишет:

Идея элементарного образования есть не что иное, как результат стремления человечества оказать ходу природы в развитии и формировании наших задатков и сил такое содействие, какое способны оказать ему разумная любовь, развитой ум и хорошо развитые технические склонности.

## Физическое воспитание по Песталоцци
Подобный подход применяет Песталоцци и к учению о физическом воспитании ребёнка. Он резко критикует современные ему принципы физического воспитания, справедливо указывая на одностороннюю тренировку отдельных физических умений (фехтование, верховая езда), не заботясь при этом о всестороннем развитии физических сил ребёнка. С другой стороны, Песталоцци вынужден констатировать, что школы не только не способствуют правильному физическому воспитанию детей, но, напротив, причиняют им несомненный вред. Это выражается в подавлении педагогами естественного стремления учащихся к движению, когда их держат по нескольку часов подряд в душных классах, не позволяя даже пошевелиться.
Песталоцци требует, чтобы с самого раннего возраста в жизни ребёнка планомерно осуществлялось его физическое образование. Это образование должно строиться на природосообразных началах, отправляясь от самого ребёнка и его многообразных физических задатков, оно призвано стимулировать их гармоническое развитие, обеспечивать общий подъём физических сил организма. Полноценному в физическом отношении человеку необходимо, по мнению Песталоцци, обладать также соответствующим умственным и нравственным развитием. Исходя из того, что природа ребёнка представляет собой органическое единство его физических, умственных и духовных сил, он требует, чтобы эти силы развивались во взаимодействии, взаимно стимулируя друг друга, но сохраняя при этом свои особенности.
Рассматривая физическое образование как органическую часть своего метода элементарного природосообразного образования, Песталоцци распространяет на него те же общие указания, какие были разработаны применительно к этому методу в целом. Пытаясь найти исходный момент для осуществления элементарного физического образования в самой природе ребёнка, Песталоцци приходит к выводу, что им должно являться естественное стремление к деятельности, проявляющееся с первых дней жизни ребёнка.

Это непрерывное стремление ребёнка к движению…, игру ребёнка со своим собственным телом природа сделала настоящим исходным пунктом физического воспитания и дала путеводную нить к естественной, элементарной, законченной трактовке последнего.
Таким образом, начатки физического воспитания закладываются ещё в семье, где мать, помогая младенцу сначала стоять, а затем делать первые шаги, осуществляет тем самым естественную домашнюю гимнастику. Отсюда Песталоцци делает вывод, что за простейший элемент физического образования следует принять движения суставов ребёнка. На основе этих движений он предлагает строить систему школьной «элементарной гимнастики», которая состоит в последовательном ряде естественных движений членов тела. Большой интерес также представляют указания Песталоцци о том, что средства элементарного физического образования должны быть тесно связаны с условиями жизни ребёнка, с его повседневными потребностями. При разработке системы упражнений, входящих в курс элементарной гимнастики, Песталоцци предлагает ориентироваться на те движения, которые ребёнок совершает в повседневной жизни, а также в процессе трудовой деятельности.
Физическое элементарное образование Песталоцци трактует в широком плане, то есть не только как развитие всех членов ребёнка, но и его органов чувств. Педагог писал, что глаз, ухо, рука — всё, что относится к физической структуре ребёнка — должно получить соответствующее развитие. Поэтому в понятие физического воспитания детей Песталоцци включает занятия музыкой, пением, а также рисованием, перед которым, в числе других задач, ставилась и задача развить руку ребёнка.
Началом физического образования должна являться «естественная физическая гимнастика», которую Песталоцци рассматривает как единственную основу искусственной гимнастики. Отличительным её (естественной гимнастики) свойством является исключительная простота. Она состоит из тех движений, которые ребёнку приходится совершать в повседневной жизни и труде — бег, прыжки, лазанье, размахивание бичом и т. п. Таким образом тело ребёнка упражняется хотя и бессознательно, но тем не менее в необходимой последовательности, по ступеням.

Увлекательность, свойственная эти упражнениям, побуждает ребёнка к свободной игре наблюдения. Упражнения определяют и всесторонне расширяют круг опыта ребёнка, обосновывают смысл его существования, знакомят его с горестями и радостями жизни, прививают ему отчётливое сознание того, что приятно человеку и что причиняет ему боль. Упражнение всесторонне воздействует на умственные силы ребёнка — воображение, память, комбинаторные способности, силу суждения, изобретательность. Упражнения предъявляют требования не только к уму ребёнка: они захватывают и приводят в движение все его эмоции, все силы сердца, вплоть до самых нежных и чувствительных
Таким образом, средства физического воспитания должны быть таковы, чтобы соблюдалась связь между развитием физических навыков и общим развитием других сил человеческой природы. Следовательно, они должны представлять собой такую последовательность упражнений, которая соответствовала бы «указаниям природы». Естественный же закон развития ребёнка заключается в том, что по мере роста ребёнка растёт его самостоятельность, уменьшаются заботы о нём матери, ребёнок начинает сам заботиться о себе, обслуживать себя. Именно на это, по взгляду Песталоцци, и должна быть направлена система физического воспитания ребёнка. Благодаря такой системе у детей развивается способность самим находить себе занятие, самостоятельно развлекаться, что является важной предпосылкой к независимому и самостоятельному существованию, к активной позиции личности.

## Трудовое воспитание ребёнка
Тесно смыкаются с мыслями Песталоцци о физическом воспитании и его воззрения о роли труда в школьном образовании ребёнка. В течение многих лет он занимается проблемами подготовки детей из народа к работе в области промышленности.
По убеждению Песталоцци, трудовое обучение служит основой профессионального образования любого направления (тут, однако, следует пояснить, что во времена Песталоцци под трудом подразумевалась физическая работа мастерового, кустаря, рабочего) и, далее, профессиональной деятельности человека. То есть, цель педагогической деятельности, говоря о трудовом воспитании, — это выработка у детей технических и общетрудовых умений, осуществление их «подготовки к мастерству».
Согласно проповедуемой им теории элементарного обучения, Песталоцци указывает, что в разрезе трудового воспитания такое обучение состоит в том, чтобы сформировать у ребёнка «силы умения», то есть способность применять свои природные задатки — силу, ловкость — в трудовой деятельности. с этой целью Песталоцци считает необходимым развивать руку ребёнка, другие члены его тела, а также его органы чувств с тем, чтобы образовать и расширять его технические способности. Таким образом, видно, что первоначальное трудовое обучение должно основываться на рассмотренной ранее элементарной гимнастике.
Песталоцци горячо протестует против того, чтобы трудовое образование сводилось к вооружению школьников односторонними рутинными умениями и механическими навыками, как это имело место в его время. Он считает, что у детей из народа надо развивать способности к мастерству во всём его объёме в соответствии с их задатками, причём эти способности должны быть подкреплены соответствующим образом развитыми мыслительными, общефизическим способностями и высокими нравственными устремлениями. Песталоцци считает, что правильно организованная профессиональная подготовка находится в самой тесной связи и во взаимодействии с общим образованием и призвана совместно с ним обеспечить развитие всех сил и способностей человеческой природы.
Трудовое воспитание призвано, по мнению Песталоцци, вооружить детей бедных такими знаниями, умениями и навыками, привить им такие качества, которые дали бы возможность помочь самим себе приспособиться к условиям предстоящей жизни и путём более осмысленного и производительного труда освободиться от нищеты, «стать людьми в полном смысле этого слова».
Для того, чтобы лучше понять новизну кажущихся сейчас банальными рассуждений Песталоцци, рассмотрим современное ему положение с образованием в так называемых «индустриальных школах» — самых распространённых начальных учебных заведениях бедноты в его время. В этих школах дети получали простейшие знания, религиозное воспитание и за ничтожное вознаграждение, а часто просто за питание занимались механической малопроизводительной работой: прядением, ткачеством, изготовлением изделий из дерева и т. п. Обучение совмещалось у них с работой по 8 — 10 часов в сутки. Апологеты «индустриального школьного движения» утверждали, что совмещение обучения с работой детей в мануфактурном производстве способствует экономическому развитию страны, улучшению материального положения народа. В трактовке участников этого движения, индустриальные школы должны привить учащимся трудолюбие, «дух индустрии» и дать такие знания, умения и навыки, которые будут способствовать тому, чтобы человек успешно справлялся с работой на мануфактурах, предстоящей ребёнку после окончания такой школы.
Не такие и не только такие задачи должна выполнять школа, заботящаяся о развитии ребёнка в личность. По мнению Песталоцци, подобное заведение должно вооружить воспитанников умением мастерски выполнять не виды труда, которым им предстоит впоследствии заниматься, с тем, чтобы помочь им обеспечить их будущее благосостояние. Школа, считал он, должна стремиться к тому, чтобы дети, воспитывающиеся в ней, обучаясь хорошо работать, в то же время проникались сознанием своих сил, своего человеческого достоинства. По замыслу Песталоцци, это должно помочь беднякам найти выход из своего тяжёлого положения. разумеется, педагогу-гуманисту была глубоко чужда мысль об эксплуатации детского труда в целях обогащения.
Большую роль Песталоцци отводит труду в деле нравственного воспитания учащихся; он справедливо указывает, что в процессе грамотно поставленного обучения труду у них вырабатываются такие ценные качества как точность, аккуратность, скромность. Надёжным средством труд является и в деле умственного развития ребёнка, вызывая упражнение его внимания, способности к сосредоточению, самостоятельности суждений. Таким образом, трудовое воспитание на основе природосообразного метода способно стимулировать подъём физических, умственных и духовных сил человека.
Песталоцци считал необходимым научить будущего рабочего мыслить, считать, рисовать, измерять, а также сформировать привычку к порядку, аккуратности, внимательности и т. д. Однако для того, чтобы дети были готовы к работе, их необходимо вооружить и специальными приёмами промышленного труда.
На основе этого Песталоцци задаётся целью создать целую систему расположенных в строгой последовательности упражнений, при помощи которых дети смогут шаг за шагом овладеть теми элементарными приёмами, которые лежат в основе различных видов промышленного труда, подобно тому, как они постепенно усваивают элементарные приёмы счёта и рисования. Эти упражнения должны составить содержание особой гимнастики, специально предназначенной для подготовки к работе в области индустрии. Эту специальную производственную гимнастику Песталоцци имел в виду построить на базе разработанной им системы школьной элементарной гимнастики, о которой речь шла выше.
Учитывая особенности современного ему мужского и женского труда, Песталоцци различает две разновидности специальной производственной гимнастики. Первая предназначена для того, чтобы развить у мальчиков силу и ловкость движений всей руки, вторая — выработать у девочек проворство и гибкость кисти и пальцев. Песталоцци предполагает, что упражнения, входящие в систему специальной производственной гимнастики, смогут содействовать выработке у будущей рабочей молодёжи общей культуры труда и значительно облегчить овладение сложными приёмами ручного труда, которые ей придётся применять, работая в промышленности.
Такая элементарная гимнастика в понимании Песталоцци должна исходить из критерия — насколько те или иные движения свойственны каждой части человеческого тела и необходимы для её развития. Следовательно, для составления комплекса элементарных упражнений производственной гимнастики необходимо учесть все движения, при помощи которых осуществляется механизм каждой отдельной рабочей операции. Поскольку при этих операциях часто производятся неоднородные движения, в задачу элементарной гимнастики входит расчленение различных операций на их составные элементы. По мнению Песталоцци, каждый вид производственных умений исходит из простого начального элементарного приёма и путём выполнения ряда последовательных упражнений можно постепенно достичь перехода всё к более и более трудным степеням овладевания навыками.
В работе «О народном образовании и индустрии» Песталоцци пишет:

Все эти умения исходят из простейших приёмов удара, толкания, вращения, качания, подымания, топтания и требуют последовательной системы упражнений, имеющих задачей развитие сил и технических способностей. 
Песталоцци предлагает создать «азбуку умений», исчерпывающую такие элементарные упражнения и ставящую их в определённой последовательности друг за другом. Освоение этой азбуки помогло бы ребёнку развить свои физические силы и овладеть трудовыми навыками, составляющими основу его будущей профессиональной деятельности.

Составление последовательных рядов средств обучения является нетрудной задачей. Для этого необходимо изучить наличные средства обучения мастерству с целью их упрощения и расчленения на составные элементы… Однако для того, чтобы разработать для каждой отрасли индустрии упражнения в таком порядке, чтобы никогда более сложное упражнения не предшествовало простому … для этого требуются эксперименты во всех отраслях индустрии.
Также Песталоцци отмечает здесь, что первоначальные элементы производственной гимнастики непосредственным образом вытекают и должны быть близки простейшим упражнениям естественной физической гимнастики.
В этой же работе Песталоцци высказывает свои мысли о задачах школы по составлению комплекса элементарного трудового обучения для конкретного вида трудовой деятельности:
1. Изучить и организовать упражнения женской и мужской производственной гимнастики.
2. Расположить эти упражнения таким образом, чтобы они составляли последовательный ряд, соотнесённый с тем уровнем силы и мастерства, который присущ ребёнку на данном этапе подготовки.
3. Подкрепить результаты упражнений элементарным умственным образованием, параллельно проводить обучение измерениям, рисунку.
4. Постоянно соединять упражнения с непосредственным трудом на их основе.
5. Выполнять работы, относящиеся к различным отраслям трудовой деятельности, но ни одну из них не выполнять в течение столь длительного времени, чтобы это могло нанести ущерб здоровому развитию ребёнка. «Необходимо, чтобы каждая последующая работа служила средством отдыха от усталости, вызванной предшествующей».
6. Приучать детей ко всему, при помощи чего человек может самостоятельно себя обслуживать, к выносливости и терпению.
7. Если в какой-нибудь области у какого-либо конкретного ребёнка проявятся выдающиеся способности, пустить в ход все средства, чтобы развить их и довести до высокого уровня.

Таким образом, в задачу трудового обучения, по Песталоцци, входит, аналогично другим видам обучения, максимально возможное развитие присущих человеку способностей одновременно с привитием ему прочных навыков во всевозможных отраслях производственной деятельности.

## Нравственное образование
Третьей, не менее важной, составляющей природосообразного гармонического воспитания подрастающего поколения является нравственное образование. Проблеме воспитания ребёнка личностью с высокоморальными убеждениями Песталоцци уделял большое внимание в своих трудах и педагогической практике. Мысль о ведущем значении нравственного воспитания постоянно подчёркивается им, более того, Песталоцци неоднократно пишет о том, что «развитие ума и руки должно быть подчинено развитию сердца», отмечает большую роль нравственного элементарного образования в развитии человечности.
Выдвигая актуальное и в настоящее время положение о том, что воспитание и обучение должны осуществляться в неразрывной связи, Песталоцци даёт ему следующее обоснование. Он утверждает, что природа человека составляет единое целое и, следовательно, развитие какой-либо одной силы человеческой природы не может не сказаться и на развитии всех остальных. Другой аргумент, иллюстрирующий единство элементарного физического, умственного и нравственного образования, заключается в том, что они не только сообща направлены на достижение конечной цели воспитания — формирование гармоничной самостоятельной личности, — но и строятся на одних и тех же основах, следуют по одному и тому же пути.
В ряде своих произведений Песталоцци утверждает, что первые ростки нравственности возникают у ребёнка на почве удовлетворения его насущных жизненных потребностей в еде, питье, тепле. Эти ростки нравственности появляются уже у грудного младенца в виде зарождающихся у него чувств любви, доверия, благодарности к самому близкому ему человеку — матери, утоляющей его голод и закрывающей его от холода. Зародыши этих чувств, проявляемых ребёнком сначала только в инстинктивной форме, развиваются и приводят в движение потенциальные внутренние силы его сознания, которым, как полагает Песталоцци, свойственно стремление к развитию. Со временем первые ростки нравственности претворяются у ребёнка в высшие моральные чувства, которые он уже проявляет осознанно, не только к матери, но и к другим людям.
В нравственном формировании личности ребёнка Песталоцци отводит особую роль «внутреннему созерцанию» (аналог наблюдения при интеллектуальном воспитании), то есть восприятию детским сознанием своих собственных впечатлений, связанных с состоянием души. Однако для того, чтобы эти переживания могли быть интегрированы ребёнком, необходимо первоначально выработать у него правильные представления и понятия, и лишь затем предоставить ему возможность высказывать самостоятельные суждения. При развитии нравственных сил ребёнка обязательно должно иметь место возбуждение его природных духовных сил, проявление его самодеятельности. Вся система нравственного воспитания, считает Песталоцци, должна быть построена на основах развития активности самого ребёнка.
Песталоцци решительно осуждает тех своих современников, которые широко используют в целях нравственного воспитания многословные проповеди, заставляют детей зазубривать непонятные им религиозные тексты. В «Письме другу о пребывании в Станце» Песталоцци пишет:

Прежде, чем говорить о какой-либо добродетели, я вызывал в детях живое чувство её… Подобно тому, как при интеллектуальном элементарном образовании чувственное восприятие предмета должно быть налицо в сознании ребёнка до того, как он научится произносить слово, обозначающее этот предмет, так же точно и чувства, составляющие … основу … нравственных понятий в душе ребёнка, должны уже быть в ней налицо, прежде, чем слова, обозначающие их, будут вложены ему в уста. 
О том, как человек воспитан с точки зрения морали, утверждает педагог, следует судить по его реальным поступкам, а отнюдь не по умению произносить высокопарные фразы.
Прилагая теорию элементарного образования к вопросам воспитания нравственности, Песталоцци считает первым делом необходимым развитие у детей высоких моральных чувств с тем, чтобы далее сформировать моральные устои, выработать у них путём непосредственного участия в добрых и полезных делах нравственные навыки и, наконец, определить нравственное сознание молодого человека. Нравственное воспитание детей, полагает Песталоцци, может быть эффективным, если имеет целенаправленный характер и осуществляется планомерно. Основы для нравственного развития ребёнка он видит в семье.
Простейшим элементом нравственности Песталоцци именует чувство любви. В статье «Что даёт метод уму и сердцу» он говорит:

Как ум выражает себя в основном в числе, форме и слове, и все средства формирования ума исходят из этих трёх фундаментов его развития, так и сердце находит себе выражение главным образом в любви, и все средства воспитания сердца необходимо должны исходить из этой его исконной силы.

Элементарное чувство любви, направленное первоначально на мать, при помощи искусства воспитания Песталоцци предлагает постепенно распространять на всё более широкий круг людей. Отправляясь от своей любви к близкому, ребёнок, медленно, но неуклонно продвигаясь к более далёкому, начинает питать любовь к своему народу и, наконец, ко всему человечеству.
Моральное воспитание педагог тесно связывает с религиозным, ибо христианство, как воплощение высоких моральных начал, в большой мере способствует облагораживанию человеческой природы. Однако по утверждению И.Нидерера, одного из ближайших соратников Песталоцци, последний не прививал специально ученикам христианскую веру; более того, он отвергал догматическую сторону вероучения, но высоко ставил моральные основы христианства и широко использовал религиозные принципы и понятия морали в деле нравственного воспитания ребёнка.
Под нравственными чувствами Песталоцци понимает не только чувство долга, чувство справедливости, любовь к ближнему, но и такие, скорее, эстетические чувства как чувство порядка, чувство гармонии, красоты, благородства. Они должны подчиняться в душе ребёнка тем же самым законам, которым подчиняются все чувственные впечатления. Каждое учение о красоте, считает Песталоцци, если оно не подкреплено чувственным и наглядным представлением о ней, теряет своё значение в качестве составной части элементарного метода нравственного воспитания. Таким образом, обучение нравственности проходит в гармонии с интеллектуальным обучением, своей моральной силой прокладывая дорогу для последнего.
Одним из наиболее эффективных средств элементарного нравственного образования Песталоцци считает «упражнения в добродетели», то есть участие детей в добрых и полезных делах, зачастую требующих у детей волевых усилий. Такие упражнения он видит необходимым начинать ещё в семье, а затем систематически продолжать в условиях учебно-воспитательных заведений.
Путём интеграции различных педагогических методов, направленных на умственное, физическое и нравственное развитие ребёнка, Песталоцци стремится достигнуть взаимопроникновения и слияния воедино воспитания с обучением. По его словам, 

Как и в хорошей семье каждое слово…, сказанное с целью воспитания, заключает в себе обучение, а обучение является в то же время и воспитанием. Одно непосредственно переходит в другое… 

## Песталоцци об организации обучения
В произведениях педагога можно встретиться также с рядом интересных мыслей об организационной стороне обучения.
Одно из важных требований Песталоцци к воспитанию детей — о том, чтобы оно начиналось с самого раннего детства. «Час рождения ребёнка является первым часом его обучения» — утверждает он в книге «Как Гертруда учит своих детей». Не уменьшается роль семейного воспитания и после, когда ребёнок поступает в школу. Песталоцци высказывает мысль о том, что семейное и школьное воспитание должны осуществляться в тесном взаимодействии. При этом он подчёркивает, что общественные учреждения, как бы хороши они не были, не смогут взять на себя целиком дело воспитания без участия родителей. Однако при этом Песталоцци отмечает, что сочетание семейного и школьного воспитания может быть успешным только тогда, когда между ними существует полное согласие, когда оба они строятся на природосообразной основе.
Большое значение придаёт Песталоцци созданию в школе «духа семейной жизни», такой постановки обучения и воспитания, когда школа становится для ребёнка как бы большой семьёй, где между преподавателями и учащимися возникает неформальная близость, взаиморасположение. Необходимо поставить дело так, чтобы ребёнок мог доверять учителю, видеть его искреннее благожелательство к нему. В новогодней речи 1811 года Песталоцци говорит сотрудникам Ивердонского института:

Вам как воспитателям должно быть присуще такое любовное отношение к ним <детям>,чтобы привлекать к себе детские сердца… Я хотел бы, чтобы вы в полной мере обладали этим сердечным любовным отношением к детям, которое увеличит ваши воспитательные возможности. 
При этом, по утверждению Песталоцци, может быть, не столь важны отдельные, пускай и наполненные высокими чувствами поступки, а ежедневное и ежечасное тёплое отношение учителя к каждому ребёнку и к детскому коллективу в целом. Недаром лозунгом на знамени Ивердонского института была надпись «В любви — добродетель.»
Песталоцци горячо восставал против господствовавшего во многих современных ему учебно-воспитательных заведениях показного порядка и режима, державшегося на муштре и насилии. Вместе с тем он считал совершенно необходимым соблюдать в процессе воспитания определённый разумный порядок, чётко доведённый до сознания детей. В «Дневнике Песталоцци о воспитании его сына» он пишет:

… не должно быть никакой неясности в отношении того, что запрещено… Мы не должны воображать, что ребёнок сам может догадаться, что может быть вредным и что для нас является важным.
Вместе с тем Песталоцци уверен, что общественное воспитательное учреждение не может существовать без соблюдения детьми должной дисциплины.
Такой порядок Песталоцци предлагает поддерживать, в основном, средствами нравственного убеждения. Каждое запрещение и каждое наказание, считает он, должно быть чётко объяснено не только по своему смыслу, но и по своим источникам, с точки зрения пользы самого ребёнка или коллектива.
В условии учебного заведения типа интерната Песталоцци не находил возможности обходиться без телесных наказаний, однако применялись они не за дисциплинарные проступки, а за жестокость, грубость и другие проявления худших качеств. Применить такое наказание к ребёнку может только человек, о котором он точно знает, что тот хорошо к нему относится; человек, заменяющий в каком-то смысле мать и отца, пользующийся доверием ребёнка. Более того, телесные наказания должны иметь целью не причинение ребёнку реальной боли, тем более мучений, а лишь демонстрацию ему крайней степени возмущения и негодования воспитателя. Важную роль играет также акт прощения, который обязательно должен следовать через некоторое время после наказания.
Такой постановкой воспитательного процесса, по мнению Песталоцци, можно добиться не только послушания ребёнка, но и сохранить его душевный комфорт, развить чувство справедливости.
Не следует чураться и совместных игр учителей и учеников. В «Памятной записке о семинарии в кантоне Во» Песталоцци пишет:

…Учителя и ученики смешиваются во время игр, учителя участвуют в этих играх не только как надзиратели, они сами играют наравне с детьми. Благодаря тому, что учителя в состоянии поддерживать весёлое, радостное и непринуждённое настроение, знаменующее невинность и святое счастье детей,… они, безусловно, с удвоенной силой могут выполнять свои функции,… не только замечать и пресекать действительно дурное, но одновременно удалять из окружения детей… примеры дурного поведения, изгонять всё злое из их сознания.
Таким образом, Песталоцци делает ударение на ведущей роли воспитания в деле формирования здоровой человеческой личности, говорит о том, что направляющая роль организованного процесса воспитания должна сочетаться с использованием принципа «жизнь научит». Песталоцци заявляет о большой роли, принадлежащей личности учителя в воспитании и обучении детей. Помимо непременной любви к детям, без которой Песталоцци не считает возможным добиться успеха в воспитании, он высоко ценит в учителе такие качества, как находчивость, жизнерадостность, непосредственность, скромность, нравственную чистоту. Эти качества способны помочь ему завоевать симпатии детей, войти с ними в тесное общение, пользоваться с их стороны заслуженными любовью и уважением. А только при этом условии учитель будет в состоянии всем своим обликом и поведением служить достойным примером для детей.
Придавая большое значение воспитательному воздействию на детей личности учителя, Песталоцци требует, чтобы он неизменно во всей своей деятельности проявлял педагогический такт. Песталоцци не допускал, чтобы у учителя появлялись «любимцы», так как на пристрастное отношение к отдельным детям болезненно реагируют все остальные. «Где имеются любимцы, там прекращается любовь» — таков был девиз Песталоцци.
Деятельность учителя и воспитателя он рассматривает как деятельность творческую и решительно возражает против применения в ней рутинных и однообразных приёмов. Песталоцци горько иронизировал над теми педагогами, которые умеют произносить громкие фразы о воспитании, а на деле неспособны разнообразить приёмы своей работы, проявлять в ней какую-либо оригинальность, изобретательность, творческую инициативу.
Огромное значение придавал Песталоцци активному развитию самостоятельности ребёнка, причём во всех трёх направлениях природосообразного воспитания — умственном, физическом и нравственном. Разбуженная естественным путём, эта самостоятельность любви, мышления и физических движений является проявлением совокупности всех человеческих задатков. Каждый шаг в воспитании должен быть, по мнению Песталоцци, направлен, кроме всего прочего, на развитие активности, стремления к самообразованию и самовоспитанию. При этом необходимо учитывать индивидуальные особенности ребёнка, таким образом, чтобы довести до совершенства те умственные, физические и нравственные качества, которые заложены в него самой природой.
В организационном плане для такого учёта индивидуальных особенностей Песталоцци предлагает, кроме всего прочего, разделять учащихся по уровню знаний предмета на несколько групп. Таким путём достигается возможность развить определённые учебные интересы учащихся и способствовать их успешному продвижению в тех отраслях знания, к которым они обнаруживают особую склонность.
Песталоцци был сторонником совместного обучения мальчиков и девочек. В романе «Лингард и Гертруда» он говорил:

Мальчики, если их воспитывать одних, становятся чересчур грубыми, а девочки замкнутыми и чересчур мечтательными. Ведь часто наиболее воспитанные дети выходят из семей, где брат и сестра долго живут бок о бок. 
Швейцарский педагог также считал целесообразным привлекать старших и более подготовленных детей к обучению их товарищей. Взаимное обучение он рассматривает как метод, призванный развивать знания как одного, так и другого ученика.
Таким образом, основная задача школы по Песталоцци состоит в том, чтобы в первую очередь на природосообразной основе развивать умственные, физические и нравственные задатки воспитуемого, дать детям чёткую и логичную картину мира во всех его проявлениях, сформировать полезные навыки и умение делать выводы и лишь потом вооружить его набором конкретной информации. Использование этого метода, считает великий педагог-гуманист, позволит школе взрастить гармонически развитую личность, готовую ко всем перипетиям будущей жизни.

## Сочинения
1. «Исповедь»,
2. «Досуги отшельника» (1780),
3. «Лингард и Гертруда» (1781-87),
4. «Как Гертруда учит своих детей» (1801),
5. «Памятная записка о семинарии в кантоне Во» (1806) Архивная копия от 26 сентября 2014 на Wayback Machine
6. «Лебединая песня»(1826) Архивная копия от 26 сентября 2014 на Wayback Machine.

## Увековечение памяти

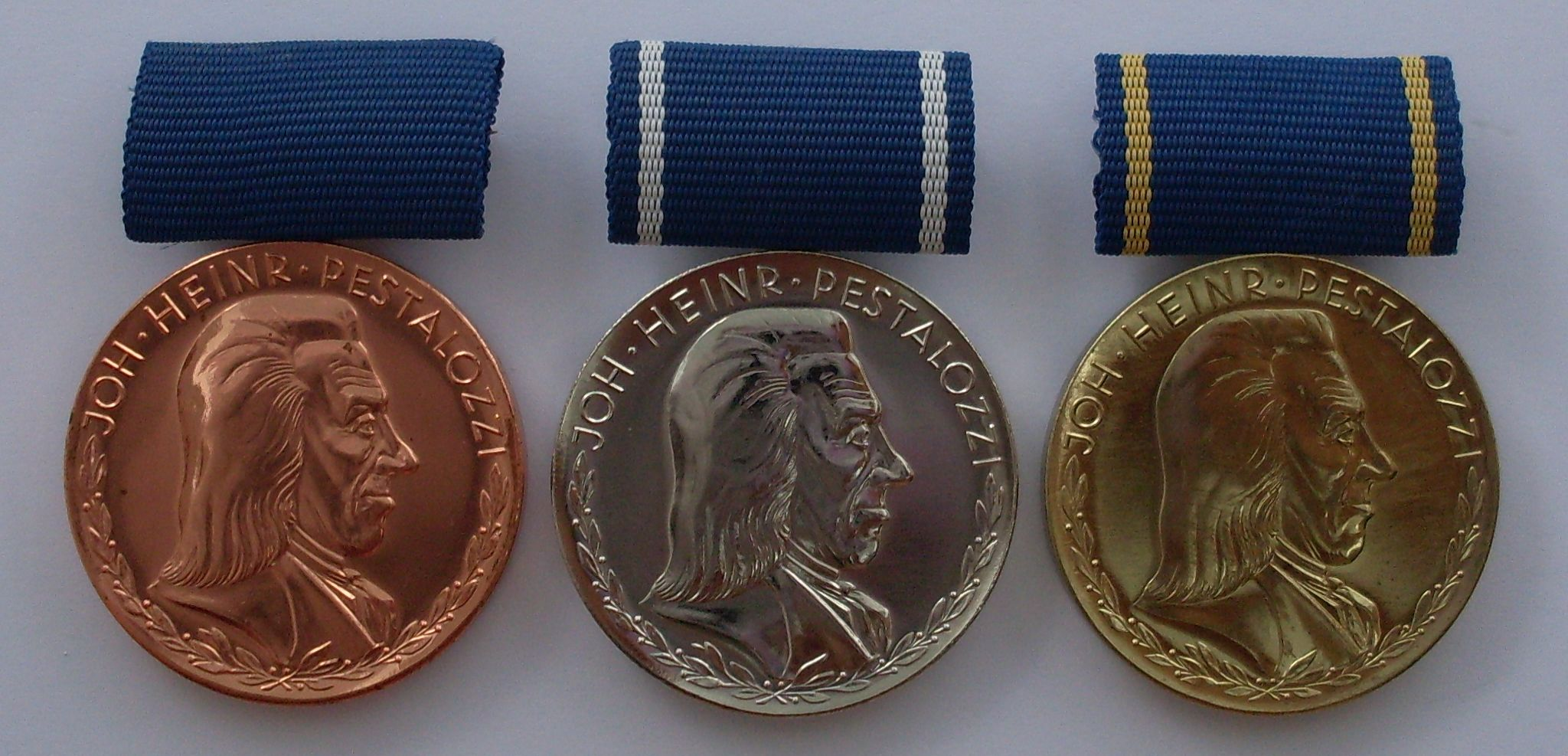
Аверсы трёх степеней медали Песталоцци

- В его родном городе Цюрихе именем педагога названа площадь, и там же ему установлен памятник.
- В честь Песталоцци названа Детская деревня Песталоцци (Троген, Швейцария).
- На площади Песталоцци в городе Ивердон (Швейцария) поставлен памятник в его честь.
- К 100-летию со дня смерти Песталоцци Фридрихом-Вильгельмом Хёрнляйном была изготовлена памятная медаль[10].
- В ГДР с 1956 по 1990 год вручалась учительская медаль Песталоцци «За верную службу».
- В 1978 году швейцарский астроном Пауль Вильд назвал открытый им астероид (идентификационный номер 2970) в честь Песталоцци.
- Изображен на почтовой марке ФРГ 1951 года.
- В честь Песталоцци в советское время была названа Средняя школа № 50 в городе Ташкенте, существующая и по сей день: в 1920-х годах на пересечении улиц Хорезмской (ныне улица Истиклол) и Лагерной (до недавнего времени улица Пушкина, а сейчас Мустакиллик) открылась одноэтажная школа имени Песталоцци, учащимися которой стали дети интеллигенции и купечества Ташкента. Спустя десятилетия школа была разделена на женскую и мужскую гимназии. В 1933 году произошло их слияние, и школа стала называться Средней школой № 50. В 1939 году было сдано в эксплуатацию четырёхэтажное здание школы, действующее и поныне. В 1991 году гимназия № 50 сменила статус и стала называться специализированной школой широкого профиля.
- Именем Песталоцци названа социальная организация Pestalozzi-Stiftung Hamburg.
- Изображен на почтовой марке Швейцарии 1927 года.